# Combine (Half-Life 2)
A Half-Life 2 és epizódjainak fő ellensége, a Combine (kiejtése: [ˈkambajn], Transzuniverzális birodalomként, Jótevőinkként is nevezve néhány helyen) egy a távoli világűrben kovácsolódott szövetség, melynek fő feladata különböző világok elfoglalása és kihasználása.
|  | Alább a cselekmény részletei következnek! |

## Teremtmények, tagok

### Advisorok
A Combine vezetői a lárvaszerű teremtmények, a Combine Advisorok, akik telepatikus képességekkel rendelkeznek (az Episode One-ban a Citadelt elhagyó Advisor bekábítja Gordon Freemant és Alyx Vancet, az Episode Two-ban pedig folyamatos telepatikus impulzusokat küld egy elfogott Advisor.
Az Advisor elsődleges táplálkozási módja: nyelvét az elfogyasztani kívánt élőlénybe dugja (ember esetén a nyakán keresztül), ahonnan vért, idegfolyadékot szipolyoz ki. Az Advisorok rendelkeznek egy sajátos szállítási eszközzel, melybe az Advisor belefeküdve nagyobb távolságokat tehet meg. (Ilyet látunk az Episode One-ban is).

### Synth
A Synthek (szintetikus) különböző, android robotok. A legtöbb Combine harci jármű és szállítóeszköz a Synth kategóriába tartozik (például a Striderek). Ezen élőlények alapjában véve robotok, fegyverekkel, azonban rendelkeznek az emberéhez hasonló aggyal is.

### Transzhumán
A Combine főbb hadereje a 17-es városban mégis emberi katonákból áll, ám ezen emberek agyilag és mentálisan átalakított (nem olyan mértékben, mint a Sztalkerek) katonák. A katonákat a beiktatási folyamat során egy memóriaátalakító géppel történő kezelésnek vetik alá, melyben a memóriáját lementik egy fájlba, majd az ember memóriáját egy átalakítottal tölti fel. Ezután az ember nem emlékezik, ki is volt valójában, és csak a Combine parancsainak engedelmeskedik.
A Half-Life 2 béta verziójában szerepelt egy, a föld levegőjét kicserélő berendezéssel kapcsolatos fejezet, ám ezt elvetették. Azonban a katonák mégis gázmaszkot viselnek, utalva arra, hogy esetleg képtelen a Föld oxigénjét lélegezni. A transzhumán katonák mindannyian az Overwatch haderejének minősülnek.

### Sztalkerek
A Sztalkerekkel először az Episode One során találkozunk, ezek, borzalmas mértékben megkínzott, agyilag és mentálisan átalakított emberek, melyeknek végtagjukat botokra, szemüket lézerekre cserélték. A Combine egyfajta kétkezi munkásként alkalmazza őket.

## Uralt univerzumok
A Combine több univerzumot is ural, azonban ebből kettő számottevő.

### Xen-hez hasonló birodalom
A Half-Lifeban a Xen nevű dimenziókat összekötő térben Gordon Freeman a Combinéhoz hasonló technológiát lát. A fejlesztők később megcáfolták a spekulációt, miszerint a Xent vezető űrlény (Nihilanth) a Combine egyik kémje/vezetője lenne. Nihilanth először egy a Xenhez hasonló bolygón uralkodott, amelyet a Combine elfoglalt, így menekülésre kényszerültek. Később a Xenen felépítették a Combinetól ellesett technológiát.

### Föld
Nihilanth halálakor a kialakult portálviharokat kihasználva a Combine megkezdi a Föld invázióját. Ezután következik a hét órás háború, melynek végén megadásra szólítják fel a Földet, és Wallace Breent, a Black Mesa kutatóközpont régi adminisztrátorát a Föld adminisztrátorává választják.
Ezután a további ellenállókat sorra kezdték elkapni, majd katonává alakítani. A nem ellenálló lakosoknak lehetőségük is volt a Polgárvédelemhez (eredeti nevén Civil Protection) csatlakozni; ez a szervezet a rendőrség egy alternatív megfelelője.
A korábban börtönként üzemelt intézményt, Nova Prospektet egy kivégzőtáborrá alakították, ahol az ellenállókat és bűnözőket zárták. Az intézményt a Half-Life 2 alatt Depot kezdte el felváltani.
A Half-Life 2 végén, és az Episode One kezdetén Gordon Freeman elpusztította a Citadel reaktorát, felrobbantva azt. A Combine egy kisebb széthullást tapasztalt Wallace Breen halálával, azonban jelenleg még nem oszlatták fel az uralmat a Föld felett.

## Technológia

### Épületek
A Combine épületei szürke, gigantikus méretű, szögletes építmények.

#### Citadel
A Citadel a Combine főhadiszállása a bolygón, mely egy hatalmas, háromszög alapú torony. A Citadel földre teleportálásakor a környező házak eltűntek, és ez a hatalmas építmény vette át a helyüket.
A Citadel ad otthont Wallace Breen irodájának, különböző tárolóegységeknek, pályaudvarként és gyárként üzemel. A Citadelben található két reaktor (ebből a felső összeomlik a Half-Life 2 végén, az alsó pedig az Episode One elején stabilizálódik egy kis időre, majd a végén felrobban), mely a többi épület energiáját is szolgáltatta.

#### Depot
A Nova Prospekt mellett épített bázis eredeti célja a házprés segítségével Nova Prospekt lerombolása, helyének és feladatának átvétele. A Depot csak félig tudta Nova Prospekt helyét átvenni, a benne található teleport robbanásával az építmény Nova Prospekttel együtt elpusztult.

#### Overwatch Nexus
Az egyetlen kitűnő építmény a többi közül, mely az elfoglalt és lerombolt, egykori bankban/múzeumban található központ, az Overwatch erőinek székhelye, ami nem hasonlít a többi robusztus, szürke színű formára. Az építmény a 17-es város főterén található, és a Belgrádi (Szerbia) Parlamentről mintázták. Az épület tetején helyezkedik el egy hatalmas impulzustechnológiával üzemelő mozsárágyú is.

### Közlekedés
A Combine erői univerzumok között nem tudnak mozogni, kizárólag szuperportálok (mint amilyen Dr. Breen nyit a Half-Life 2 végén), vagy portálviharok (Episode Two eleje, Half-Life vége) segítségével.
Egy adott univerzumon belül azonban tudnak teleportokat használni. Egységek szállításához páncélautót, valamint robusztus, hosszú és nagyon gyors vonatokat (Razor Train) vesznek igénybe. Egy Synth-típusú élőlény, a Dropship is a szállítást segíti elő.

### Fegyverek
A Combine saját fegyverei az impulzustechnológiára épülnek, azaz a fegyver nem rendelkezik külön lövedékekkel, hanem egy változó méretű tárból a fegyver használatkor a Combine különleges, sötét energiájú lövedékeit lövi ki, ezzel sebezve ellenfeleit.
A katonák emellett majdnem minden, a Földön megtalálható fegyvert használnak.
A Combine rendelkezik egy különleges, erős, de kis hatótávolságú szuperfegyverrel, egy részecske mozsárágyúval, melyet az Overwatch Nexus tetején helyeztek el.

### Nemzésgátlás
A Combine a Földet történő teljes megszállása után a Citadelből egy különleges sugárral (Supression Field) megakadályozták a csecsemők születését, így biztosítva, hogy a most élő emberek az utolsók. Az eredeti terv egyfajta tudatmódosítás lett volna, ám, látva, hogy ez sikertelen, a mezővel inkább a megtermékenyüléshez szükséges géneket pusztították el.
A játékban két ponton hangzik el utalás a mezőre, egy ellenálló civil megjegyzi, hogy „Amikor ennek vége lesz, szexelni fogok.”, valamint az Episode One történetének közepén a városban kifüggesztett montirokon Isaac Kleiner figyelmezteti a Föld lakosságát, hogy „tegyenek meg mindent a faj fennmaradása érdekében”.

### Házprés
A házprés a teret igénylő épületek mellett található, lassú mozgású szerkezet, mellyel házakat bontanak le. A Citadel környékén a lakóépületeket, a Depot környékén pedig Nova Prospektet bontották le ezek segítségével. A házprésekben elhelyezkedő ellenörzőkapukon folyt a ki-be forgalom a Combine által nagyobb mértékben uralt területeken, valamint falként is szerepe volt.
|  | Itt a vége a cselekmény részletezésének! |